# Najszczęśliwsza?
Najszczęśliwsza? (duń. Hvem var den Lykkeligste?) – baśń literacka autorstwa Hansa Christiana Andersena, wydana po raz pierwszy w 1868 roku.

## Publikacja
Hans Christian Andersen opublikował baśń literacką pt. Najszczęśliwsza? 26 lipca 1868 roku w 461. numerze kopenhaskiego tygodnika „Illustreret Tidende”, wydawanego przez wydawnictwo Forlagsbureauet. W katalogu dzieł Andersena autorstwa B.F. Nielsena Najszczęśliwsza? ma numer 969. Baśń wznowiono dwukrotnie za życia pisarza: w marcu 1872 oraz w grudniu 1874 roku.

## Polskie przekłady
Jak w przypadku innych baśni Andersena historia tłumaczeń utworu na język polski sięga początku XX wieku:
- 1901 – Najszczęśliwsza ze wszystkich: Maria Glotz (tłum.): Nowe powieści czarodziejskie Andersena. T. 2. Warszawa. Brak numerów stron w książce
- 1931 – Kto był najszczęśliwszy: Stefania Beylin (tłum.): Baśnie. T. 1–6. Warszawa. Brak numerów stron w książce
- 1946 – Która z róż była najszczęśliwsza: Witold Zechenter (tłum.): Bajki. Kraków. Brak numerów stron w książce
- 2006 – Najszczęśliwsza?: Bogusława Sochańska (tłum.): Baśnie i opowieści. Tom III 1862–1873. Poznań. s. 271–274. ISBN 978-83-7278-194-9. (z oryginału duńskiego)

## Fabuła
Promień słońca zachwyca się różami i mówi, że to jego dzieci, które obdarzył pocałunkiem życia. Rosa twierdzi, że to ona jest matką róż, bo poi je swoimi łzami. Krzew różany uważa, że to on jest ich prawdziwą matką, a słońce i rosa są tylko chrzestnymi. Wszyscy życzą różom szczęścia, choć tylko jedna z nich może być najszczęśliwsza, a inna najmniej szczęśliwa.
Wiatr obiecuje, że dowie się, która róża będzie tą najwspanialszą, bo zna świat i wszystko widzi. Wszystkie róże i pąki słyszą rozmowę o tym, która z nich zostanie najbardziej wyróżniona. Do ogrodu wchodzi smutna matka w czerni i zrywa na wpół rozwiniętą, najpiękniejszą różę. Kładzie ją na piersi swojej zmarłej córki, wierząc, że jej świeżość i pocałunek mogą przywrócić życie. Róża czuje się szczęśliwa, bo wierzy, że stała się częścią wielkiej miłości i wędruje z dziewczyną w nieznane.
Do ogrodu przychodzi stara kobieta, która dostrzega najokazalszą, w pełni rozkwitłą różę. Kobieta zrywa ją, bo uważa, że skoro już była piękną, teraz może stać się pożyteczną. Róża trafia do gazety, aby potem zostać zasuszona i zamieniona w potpourri z lawendą i solą. Kwiatek czuje się zaszczycony, bo wierzy, że zostanie zakonserwowany jak królowie i stanie się najbardziej uhonorowanym.
Do ogrodu przychodzą młody malarz i poeta, każdy z nich zrywa jedną różę. Malarz maluje obraz róży, a poeta pisze o niej wiersz, dzięki czemu róża wierzy, że stanie się nieśmiertelna i najszczęśliwsza.
Wśród wszystkich róż w ogrodzie znajduje się jedna, która ukrywa się niemal całkowicie za innymi. Ta róża ma wadę: jej łodyga jest krzywa, a liście po jednej stronie nie odpowiadają tym po drugiej. W samym środku kwiatu wyrasta mały, zdeformowany zielony listek. Wiatr całuje tę różę w policzek, a ona myśli, że to znak wyróżnienia. Czuje się wyjątkowa, bo jest inna niż pozostałe i uznaje swój defekt za zaszczyt. Motyl siada na niej i całuje jej płatki, ale róża pozwala mu odlecieć. Pojawia się ogromny konik polny, siada na innej róży i w miłosnym uniesieniu pociera nóżki. Róża z zielonym listkiem dostrzega spojrzenie konika polnego, który zdaje się mówić: „Mógłbym cię zjeść z miłości!”. Nocą słowik śpiewa, a róża z defektem myśli, że to dla niej i czuje się najszczęśliwsza ze wszystkich.
Do ogrodu przychodzą dwaj panowie palący cygara i rozmawiają o różach i tytoniu. Postanawiają sprawdzić, czy róże mogą znieść dym i wybierają właśnie tę z defektem. Róża uważa to za kolejne wyróżnienie i z radością zielenieje od dymu i samozadowolenia. Tymczasem inna, piękna róża trafia do bukietu dla młodego mężczyzny, który zabiera ją na bal do teatru. Podczas przedstawienia bukiet z różą zostaje rzucony tancerce, ale róża wypada z bukietu i łamie się. Jeden z pracowników sceny znajduje różę, wkłada ją do kieszeni i później umieszcza w kieliszku z wodą dla swojej babci. Babcia cieszy się z róży, a wiatr, widząc jej radość, ogłasza, że to właśnie ta róża jest najszczęśliwsza ze wszystkich, bo daje szczęście innym.